# Presidents Cup

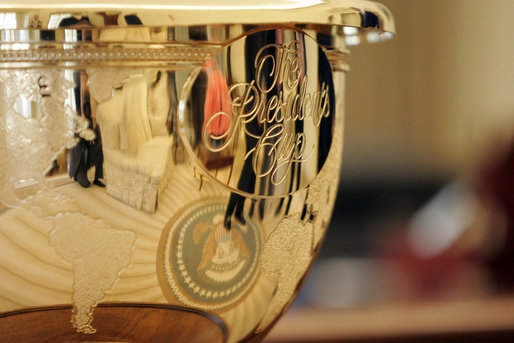
Turneringens trofé

Presidents Cup är en golfturnering som spelas över matcher mellan ett amerikanskt lag och ett internationellt lag. Turneringen har spelats sedan 1994, och det internationella laget består av spelare från hela världen, med undantag för Europa och USA.
Turneringen spelades först 1994 och sedan 1996, 1998 och 2000 för att sedan spelas igen 2003. Turneringen spelas på udda år sedan 2003, medan Ryder Cup spelas på jämna. Turneringen alternerar mellan golfbanor i USA och i länder representerade av spelarna i det internationella laget.
Turneringen är skapad av, och organiserad av, PGA Tour.
År 2017 spelades Presidents Cup på Liberty National Golf Club i Jersey City, New Jersey mellan 29 september till 1 oktober. Lagkaptenerna var Nick Price för det internationella laget och Steve Stricker för amerikanska laget.

## Format
Presidents Cup spelas över fyra dagar och består av matchspel i bästboll, foursome och singelspel. Upplägget är likt det i Ryder Cup och lagen består av 12 spelare, med totalt 30 matcher som spelas. Speldagarna 2017 spelas följande:
- Dag 1: Fem foursomematcher eller fem bästbollmatcher. Lagkaptenen för hemmalaget (2017 är det i USA och Steve Stricker är kapten) väljer spelformatet.
- Dag 2: Fem matcher i antingen foursome eller bästboll, avgörs genom att spela det format som inte spelades under dag 1.
- Dag 3: Fyra stycken bästbollmatcher och fyra stycken foursomematcher, ett format spelas på morgonen och det andra på eftermiddagen.
- Dag 4: Tolv stycken singelmatcher avslutar Presidents Cup.

Med totalt 30 poäng det spelas om, behöver ett lag vinna 15,5 poäng för att vinna.

### Delningar
Ifall det amerikanska laget och det internationella laget delar turneringar, det vill säga att båda lagen har lika många poäng efter de 12 avslutande singelmatcherna så delar dem turneringen tills nästa upplaga. Till skillnad mot Ryder Cup där, vid delning, det lag som vann upplagan innan behåller trofén, så delas den mellan lagen till nästa gång.

### Kvalificeringen
Tio spelare till det amerikanska laget kvalificerar sig genom inspelade poäng på FedEx Cup rankingen mellan den 15 september 2015 och den 4 september 2017, och tio spelare till det internationella laget kvalificerar sig genom sin placering på den officiella världsrankingen per 4 september 2017. Respektive lagkapten får sedan välja ytterligare två spelare till sitt lag, dessa ska vara valda den 6 september 2017.

## Vinnare
| År   | Spelplats                       | Vinnare               | Resultat | Kapten USA        | Kapten Internationella |
| ---- | ------------------------------- | --------------------- | -------- | ----------------- | ---------------------- |
| 2019 | Melbourne, Australien           |                       |          | Tiger Woods       | Ernie Els              |
| 2017 | Jersey City, New Jersey         | USA                   | 19-11    | Steve Stricker    | Nick Price (3)         |
| 2015 | Incheon, South Korea            | USA                   | 15½–14½  | Jay Haas          | Nick Price (2)         |
| 2013 | Dublin, Ohio                    | USA                   | 18½–15½  | Fred Couples (3)  | Nick Price             |
| 2011 | Melbourne, Australien           | USA                   | 19–15    | Fred Couples (2)  | Greg Norman (2)        |
| 2009 | San Francisco, Kalifornien      | USA                   | 19½–14½  | Fred Couples      | Greg Norman            |
| 2007 | Montreal, Kanada                | USA                   | 19½–14½  | Jack Nicklaus (4) | Gary Player (3)        |
| 2005 | Gainesville, Virginia           | USA                   | 18½–15½  | Jack Nicklaus (3) | Gary Player (2)        |
| 2003 | George, Western Cape, Sydafrika | Delat                 | 17–17    | Jack Nicklaus (2) | Gary Player            |
| 2000 | Gainesville, Virginia           | USA                   | 21½–10½  | Ken Venturi       | Peter Thomson (3)      |
| 1998 | Melbourne, Australien           | Internationella laget | 20½–11½  | Jack Nicklaus     | Peter Thomson (2)      |
| 1996 | Gainesville, Virginia           | USA                   | 16½–15½  | Arnold Palmer     | Peter Thomson          |
| 1994 | Gainesville, Virginia           | USA                   | 20–12    | Hale Irwin        | David Graham           |

Av 12 upplagor har USA vunnit 10, delat 1 och förlorat 1, det internationella laget har vunnit 1, förlorat 10 och delat 1.